# 道三堀

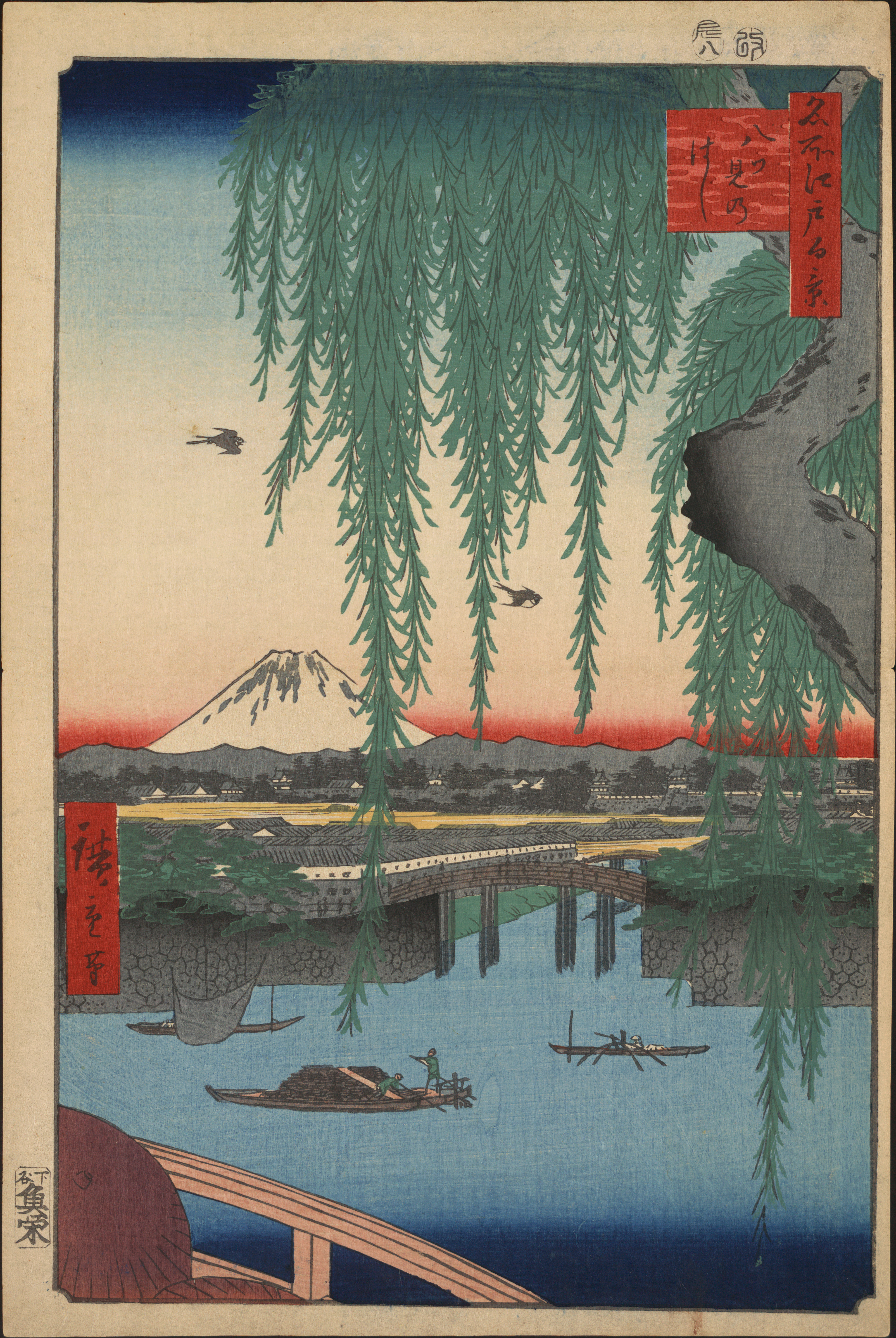
歌川広重画「八ツ見のはし」（名所江戸百景より）。手前の一石橋から道三堀に架かる銭瓶橋を望む。奥に道三橋も見える。

道三堀（どうさんぼり）は、天正18年（1590年）に、徳川家康の命により造られた船入り堀（運河）を指す。人工の水路として江戸に初めて造られた堀である。江戸湊に河口（のちの日本橋のすぐ東）を持つ平川（日本橋川）を遡り、この堀を通って、和田倉門付近の内堀の八重洲河岸で荷上げし江戸城へ物資を運んだ。
堀の南岸に幕府の侍医、曲直瀬家（2代目道三）の屋敷があったことから、道三堀と呼ばれた。江戸城への輸送路として活用されたが、明治43年（1909年）に埋め立てられた。

## 位置
現在の皇居東にある和田倉門から辰の口（パレスホテル辺り）へ、さらに大手町交差点（大手町野村ビル付近）を経由し、呉服橋交差点辺りまで横断し、東京駅の北側辺り（TOKYO TORCH付近）までの約1km余を開削し平川（日本橋川)に合流したとされる。道三橋、銭瓶橋などが架けられていた（銭瓶橋の名の由来は、開削の際に銭の入った瓶が出て来た、あるいはこの近辺で永楽通宝の両替が行なわれたことから銭替えから転じたなど、諸説ある)。
ただし『落穂集追加』には日本橋筋（ただし開削当時は日本橋はまだない）から道三河岸までを開削したとあり、これに従えば道三堀は外濠川との交差点から東側の日本橋川をも含む、江戸城内堀から隅田川までを繋ぐ水路を指す。この場合、水路は小名木川・古川を通り行徳塩田まで直通した。

## 歴史
家康は1590年7月の江戸入り後、まず家臣が住む住居を整備したあと、8月に、江戸城普請の物資運搬のために道三堀を開削した。開削で出た土砂は埋め立てに利用された。翌9月には町割に着手し、まず道三堀の北側に「本町」（現在の日本橋本町の一部、日本橋本石町、日本橋室町）を造った。道三堀の両岸には、四日市町（定期市）、材木町、舟町、柳町（遊郭）などができて賑わった。
日比谷入江が埋め立てられたあとも、江戸城への物資運搬路として活用された。ただし日比谷入江の埋め立て後に内堀になった堀は水位が上昇し、道三堀の江戸城側付け根で落差を生じ「辰ノ口」と呼ばれる水落ちが生じた。このためこれより先に船が入ることはできなくなった。
明治5年（1872年）に起立した町名は道三堀を境に北が大手町1丁目・道三町・銭瓶町、南が永楽町2丁目だったが、道三堀埋立から20年後の昭和4年（1929年）に現在の永代通りを境に北が大手町1丁目・同2丁目、南が丸ノ内1丁目に改編され、道三町・銭瓶町・永楽町の町名は消滅した。なお、道三町は道三堀と同様に道三の屋敷、銭瓶町は銭瓶橋、永楽町は永楽通宝にそれぞれ由来する。住居表示が実施された昭和45年（1970年）に丸ノ内の表記が丸の内に変更され現在に至る。

## 舞台になった作品
- 小説『道三堀のさくら』山本一力